# Премія Отто Гана
Пре́мія О́тто Га́на (нім. Otto-Hahn-Preis) — наукова нагорода, названа на честь німецького хіміка-ядерника, лауреата Нобелівської премії Отто Гана. Нагороду засновано навесні 2005 року Товариством німецьких хіміків, Німецьким фізичним товариством і містом Франкфуртом-на-Майні.
Відповідно до статуту, премія «служить розвитку науки, особливо в галузі хімії, фізики та інженерії через визнання видатних наукових досягнень».
Нагороду було створено шляхом об'єднання премії Отто Гана з хімії та фізики (нім. Otto-Hahn-Preises für Chemie und Physik) з премією Отто Гана від міста Франкфурта-на-Майні (нім. Otto-Hahn-Preis der Stadt Frankfurt am Main). Премія Отто Гана вручається раз на два роки у Церкві Святого Павла у Франкфурті. Лауреатами почергово стають фізики і хіміки. Премія включає золоту медаль і грошову винагороду сумою 50 000 євро. Половина призових коштів надходить від міста Франкфурт-на-Майні, четвертина від Товариства німецьких хіміків а друга четвертина від Німецького фізичного товариства.

## Лауреати нагороди

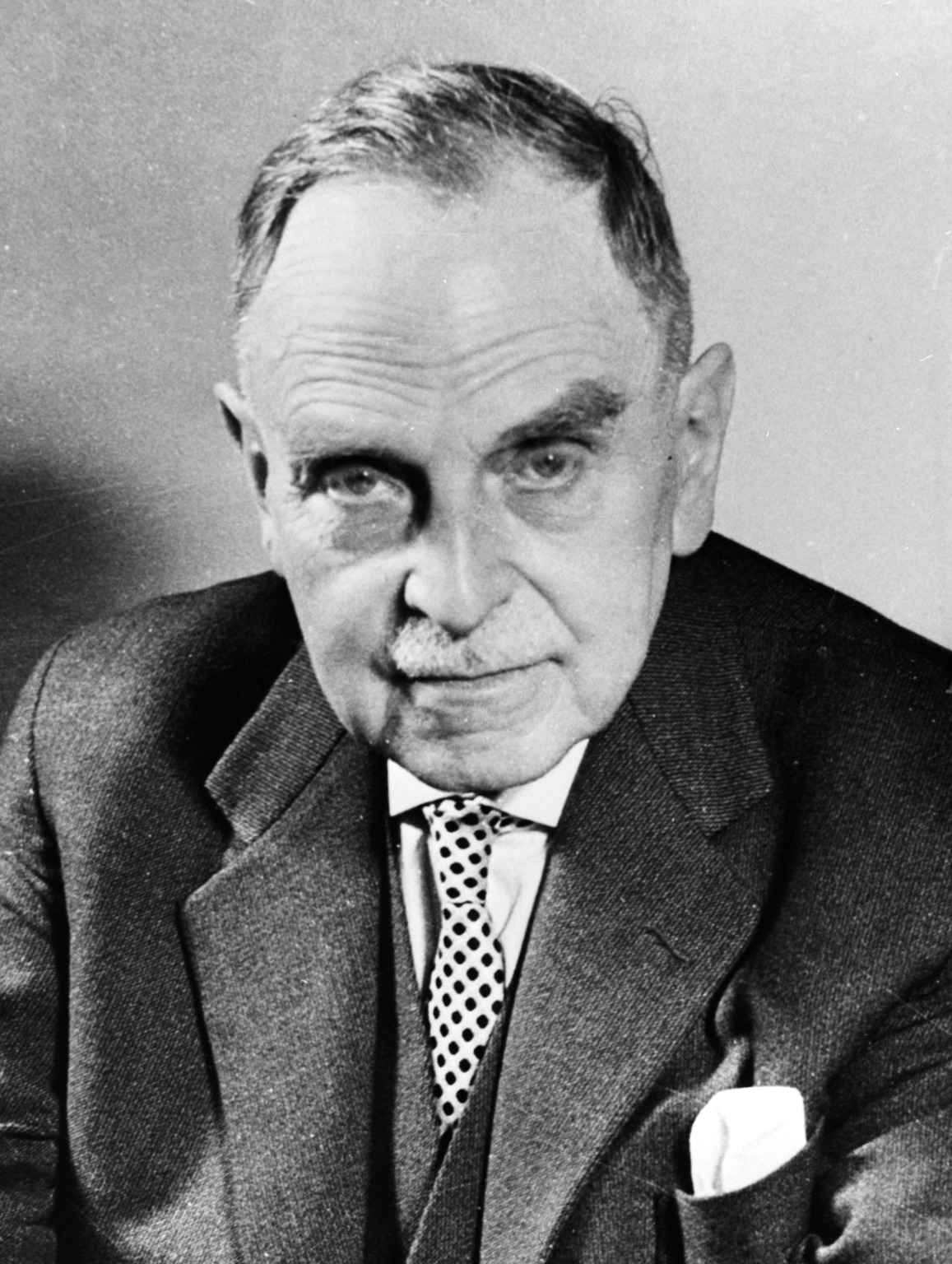
Основоположник ядерної хімії Отто Ган

- 2005:  Теодор Генш (фізик)
- 2007:  Ґергард Ертль (хімік)
- 2009:  Штефан Гелль (фізик)
- 2011: Манфред Рітц[en] (хімік-оганік)
- 2013:  Ференц Краус (фізик)
- 2015: Юрген Трое[de] (хімік)
- 2017: Карстен Данцманн[de] (фізик)
- 2019: Мартін Янсен[de] (хімік)
- 2021: Клаус Блаум[en] (фізик)[5][6]
- 2023: Герберт Вальдманн[de] (хімік)[7]

## Нагороди-попередники
Премія Отто Гана з хімії та фізики (нім. Otto-Hahn-Preises für Chemie und Physik) присуджувалась німецьким діячам, що зробили «унікальний внесок у розвиток хімії і фізики з використанням теоретичних або прикладних досліджень». Премію було засновано у 1953 році на пропозицію Товариства німецьких хіміків організаціями, утвореними у складі Німецького центрального комітету з хімії (нім. Deutschen Zentralausschuss für Chemie) та Німецьким фізичним товариством (нім. Deutschen Physikalischen Gesellschaft). Нагорода складалась із золотої медалі, грошової суми, яка у 2003 році становила 25 000 євро і свідоцтва.
Премія Отто Гана від міста Франкфурта-на-Майні (нім. Otto-Hahn-Preis der Stadt Frankfurt am Main) була заснована у 1969 році з нагоди 90-річчя з дня народження науковця. Премія фінансувалась та вручалась Фундацією Отто Гана міста Франкфурта-на-Майні (нім. Otto-Hahn-Stiftung der Stadt Frankfurt am Main) і становила 25 000 німецьких марок.